# Nero (filho de Germânico)
Nero Júlio César Germânico (em latim: Nero Julius Caesar Germanicus), geralmente chamado apenas de Nero César, era um dos filhos do césar romano Germânico e irmão do imperador Calígula.

## História
Nero nasceu por volta de 6 d.C., filho de Germânico com Agripina Maior. Seus avós paternos eram Nero Cláudio Druso e Antônia Menor, a filha de Marco Antônio com Otávia Menor. Os maternos eram Marcos Vipsânio Agripa e Júlia, a Velha, filha de Augusto.
Ele tinha quatro irmãos (Tibério e Caio Júlio, que morreram jovens, Druso César e Calígula) e três irmãs (Agripina Menor, Júlia Drusila e Júlia Lívila). Em 20, ele se casou com Júlia Drusa, a filha de Lívila e Druso "Castor" (o único filho de Tibério com Vipsânia Agripina). Antes disso ele havia sido prometido para a filha de Crético Silano, o governador romano da Síria.
Seu pai, Germânico, era o herdeiro aparente de seu pai adotivo, o imperador Tibério, mas acabou morrendo antes dele, em 19, e foi substituído por Druso, seu sogro. Porém, ele também morreu antes do imperador, em 14 de setembro de 23.
Nero passou então a ser o neto adotivo mais velho de Tibério e era visto como seu mais óbvio sucessor. Porém, ele foi acusado de traição juntamente com a mãe em 29 e exilado para a ilha de Ponza, onde, dois anos depois, foi induzido a cometer o suicídio ou condenado a morrer de fome.